# 荷兰艺术历史学院

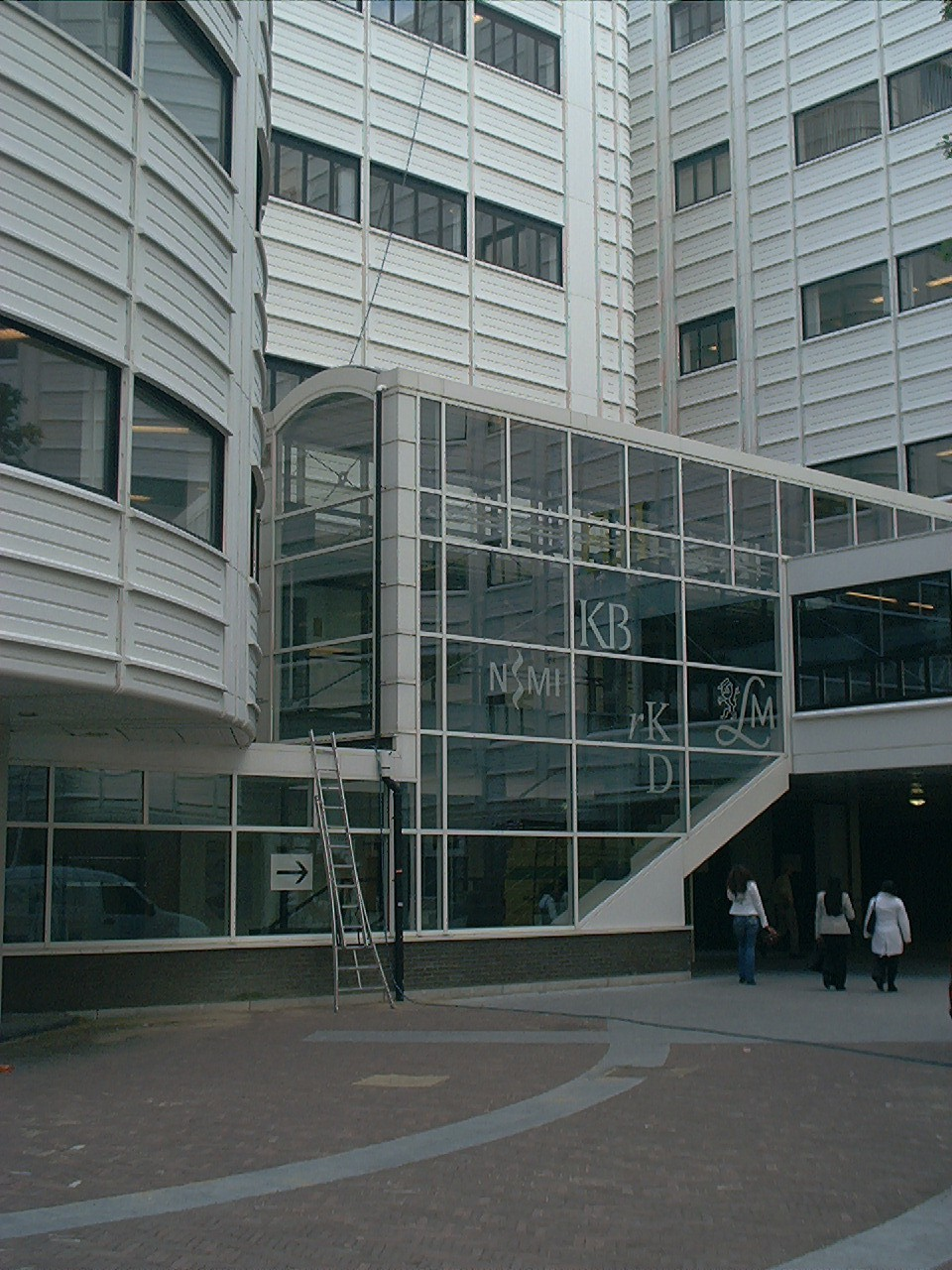

荷蘭藝術歷史學院（RKD-Nederlands Instituut voor Kunstgeschiedenis，簡稱RKD）位於荷蘭海牙，為世界最大的美术史中心。機構內藏有豐富的西方美术史文獻、檔案，以及書籍，藏品從中世紀末期到現代皆有。目前已有許多藏品已經數位化，民眾可到其網站參閱。

## 外部連結
- 官方网站
- Direct link to the databases (artists, images, literature) （页面存档备份，存于）
- The Dutch version of the Art and Architecture Thesaurus （页面存档备份，存于）

52°04′54″N 4°19′39″E / 52.0816°N 4.3275°E